# Сенсибилизация фотоматериалов
Сенсибилиза́ция фотоматериалов — увеличение их общей светочувствительности и расширение зоны спектральной чувствительности за пределы естественной для галогенидов серебра. Бромосеребряные и йодосеребряные желатиновые фотоэмульсии без сенсибилизации обладают чувствительностью только в синефиолетовой зоне видимого излучения и к ультрафиолетовым лучам. Хлоросеребряные эмульсии практически нечувствительны к видимому излучению, реагируя только на ультрафиолетовое. С помощью сенсибилизации удаётся добиться их равномерной чувствительности ко всему видимому спектру, и даже к длинноволновому инфракрасному излучению.
В некоторых случаях понятие «сенсибилизация» используется применительно к технологии изготовления некоторых фотоматериалов, обозначая стадию, при которой нечувствительный к свету компонент становится светочувствительным. Это относится в том числе к бессеребряным фотографическим процессам, таким как цианотипия, гуммиарабиковая фотопечать и другим.

## Разновидности сенсибилизации
Различают химическую и оптическую сенсибилизацию.
Хими́ческая сенсибилизация увеличивает естественную светочувствительность микрокристаллов галогенида серебра, приводя к повышению общей светочувствительности фотоматериала, практически не изменяя его спектральную чувствительность. Химическая сенсибилизация, применяемая в промышленном производстве фотографических материалов, как правило, относится к одному из трех основных видов и различным их сочетаниям:
- восстановительная сенсибилизация;
- сернистая сенсибилизация;
- золотая сенсибилизация.

Также к химической сенсибилизации относят ряд других экспериментальных и редко используемых методов: применение солей тяжелых металлов, отличных от золота; введение акцепторов галогенов и легирование ионами примесей с помощью бомбардировки фотографической эмульсии на ускорителях.
Процесс химической сенсибилизации при промышленном изготовлении эмульсий подразумевает использование инертной  желатины, чтобы избежать неконтролируемой случайной сенсибилизации веществами, содержащимися в желатине. В ряде случаев ее проводят простым добавлением химического сенсибилизатора, но чаще этот процесс совмещают с подогревом эмульсии, называемым вторым (химическим) созреванием. Количества добавляемого химического сенсибилизатора должны тщательно контролироваться, так как их превышение, перегрев эмульсии или слишком долгое время химического созревания приведут не к повышению чувствительности, а к ее снижению и сильному усилению вуали. Оптимальное количество сенсибилизатора составляет около 2·10-5 моль на 1 моль галогенида серебра. В результате химической сенсибилизации светочувствительность эмульсии повышается в несколько раз.
Опти́ческая сенсибилиза́ция или спектра́льная сенсибилизация помимо придания фотоэмульсии добавочной светочувствительности изменяет спектральную светочувствительность. При этом фотоматериал становится чувствительным к тем участкам электромагнитного спектра, которые на несенсибилизированный галогенид серебра не оказывают фотохимического действия и не приводят к образованию скрытого изображения.
При оптической сенсибилизации в эмульсию в процессе её приготовления вводят так называемые оптические сенсибилизаторы, в качестве которых используются органические красители со сложной химической формулой и имеют полосы поглощения в длинноволновой части спектра в которой галогениды серебра не поглощают. Эти красители адсорбируются на поверхности микрокристаллов галогенидов серебра в виде мономолекулярного слоя.
Сущность оптической сенсибилизации заключается в том, что кванты света, непосредственно не поглощаемые микрокристаллами галогенидов серебра, поглощаются красителем при экспонировании и при этом энергия фотовозбуждённых молекул красителя передается кристаллам галогенида серебра, — электрон от возбуждённой молекулы красителя восстанавливает ион серебра Ag+ в кристаллической решётке галогенида серебра до атома серебра, тем самым образуя в кристалле скрытое изображение. В этом процессе молекула красителя в свою очередь окисляется до соответствующего галогенида.
Оптическая сенсибилизация приводит не только к расширению диапазона спектральной чувствительности в сторону более длинных волн, но и к повышению общей светочувствительности фотоматериала. Так, для изохроматических фотоматериалов, сенсибилизированных к свету с длиной волны до 650 нанометров, прибавка общей светочувствительности составляет 32 % при дневном свете и 65 % при искусственном освещении лампами накаливания. Для придания равномерной светочувствительности в разных участках спектра в эмульсию может быть добавлено несколько различных оптических сенсибилизаторов с различными спектральными максимумами поглощения.

## Историческая справка

### Химическая сенсибилизация
Точное датирование открытия химической сенсибилизации затруднительно, так как ранние работы в этом направлении не содержат ключевые детали, важные для понимания проводимого процесса. В 1864 году были опубликованы данные, что вещества, поглощающие свободный иод, придают дополнительную чувствительность иодиду серебра, некоторые более поздние работы описывают повышение чувствительности фотопластинок при помощи обработки их в отваре горчичных семян, но неизвестно, применялась ли желатина для изготовления этих пластинок. Процесс химического созревания, видимо, стал известен с 1878 года, когда в работах было описано повышение чувствительности фотографических эмульсий с пептизированной желатиной, так как описание процесса включает в себя прогрев эмульсии.
Золотая сенсибилизация — обработка галогенидов серебра при изготовлении фотоматериалов солями благородных металлов, не обязательно солями золота, несмотря на название процесса. Применяют соли платины, иридия и золота. В качестве солей золота используют роданиды, дитиоцианоаураты или сульфиты.
Золотая сенсибилизация была открыта в 1936 году сотрудником фирмы Agfa Р. Козловским, но сведения о ней долгое время не публиковались в открытой литературе.

### Оптическая сенсибилизация
Естественная чувствительность галогенидов серебра ограничена синей, фиолетовой и ультрафиолетовой областями оптического излучения. Поэтому все ранние фотографические процессы искажали распределение яркости окрашенных объектов, привычное для непосредственного зрительного восприятия. Жёлтые и красные объекты выглядели на снимке чёрными, а синие часто получались почти белыми без каких-либо деталей. В пейзажной и архитектурной фотографии это делало почти невозможным нормальное отображение небосвода и облаков. Изображение человеческого лица также получалось условным: розовые губы выходили слишком тёмными, а голубые глаза почти белыми. В фотографии с этим чаще всего мирились, а в кинематографе применялся специальный грим, например, голубая помада для губ. Однако, принципиально важное значение узкая спектральная чувствительность фотоматериалов приобретала при попытках получения цветных фотографий и кинофильмов. Трудности регистрации зелёного и красного цветов делали невозможным полноценное цветоделение. Равномерная чувствительность к свету с разными длинами волн была необходима также в научной фотографии, особенно таких её областях, как спектрография и астрофотография. Поэтому открытие в 1873 году немецким химиком Германом Фогелем явления оптической сенсибилизации стало огромным прорывом, обеспечив дальнейшее развитие фотографии.
Первые сухие коллодионные фотопластинки, сенсибилизированные к зелёному свету эозином, были созданы в 1875 году химиком Уотерхаузом. В 1884 году аналогичная степень сенсибилизации, получившая название ортохроматической, была достигнута Иосифом Эдером с помощью эритрозина на желатиносеребряных фотоэмульсиях. Этот тип фотоматериалов обладает чувствительностью к излучениям с длиной волны вплоть до 590 нанометров. Однако красный свет является для них неактиничным. Полностью весь видимый спектр стал доступен для регистрации только после открытия Бенно Гомолкой сенсибилизатора пинацианола в 1906 году. Дальнейшее продвижение к длинноволновой части оптического излучения связано с развитием аэрофотографии, пик которого пришёлся на Первую мировую войну. Инфракрасное излучение слабо поглощается и рассеивается пылью и туманом атмосферы, позволяя вести съёмку с больших высот без потери контраста и детализации. В 1919 году в лабораториях компании Eastman Kodak был синтезирован криптоцианин, позволивший регистрировать ближний диапазон инфракрасного излучения с длиной волны до 800 нанометров. Спустя 6 лет с помощью неоцианина эту границу удалось отодвинуть до 1000 нанометров.
Появление в первом десятилетии XX века панхроматических фотоматериалов не привело к быстрому вытеснению ортохроматических, поскольку последние были дешевле и позволяли визуально контролировать процесс проявления при неактиничном красном освещении. Однако, к началу 1930-х годов в фотографии и кинематографе подавляющее большинство съёмок велось уже на панхроматические сорта негативных плёнок. Тем не менее, позитивные фотоматериалы, в том числе фотобумага, оставались несенсибилизированными, поскольку это облегчало их лабораторную обработку, не влияя на тоновоспроизведение. Часть специализированных фотоматериалов, например фототехнические плёнки, остались ортохроматическими, что удобнее при их экспонировании лампами накаливания с небольшим содержанием в излучении синего цвета. При этом возможна их обработка при тёмно-красном неактиничном освещении. Возможность сенсибилизировать фотоэмульсию к излучениям разного цвета позволила реализовать технологии цветной фотографии и цветного кинематографа. Зонально-чувствительные слои цветных многослойных фотоматериалов регистрируют разные участки спектра, выполняя так называемое внутреннее цветоделение.

## Цветочувствительность
Степень сенсибилизации фотоматериала влияет на его цветочувствительность, для названия разных типов которой существуют общепринятые термины. Наибольшее распространение получили следующие разновидности чёрно-белых фотоматериалов:

Кривые спектральной чувствительности фотоматериалов с различной оптической сенсибилизацией. 1 — несенсибилизированные; 2 и 3 — ортохроматические; 4 — изохроматические; 5 — панхроматические; 6 — изопанхроматические; 7 — инфрахроматические; 8 — панинфрахроматические

1. Несенсибилизированные — чувствительны к ультрафиолетовому, фиолетовому и синему участкам спектра. Хлоросеребряные фотоматериалы этого типа практически нечувствительны к видимому излучению, реагируя только на ультрафиолетовое. Несенсибилизированными выпускаются большинство чёрно-белых фотобумаг, а также плёнки для радиографии. Лабораторная обработка возможна при светлом жёлто-зелёном освещении, неактиничном для таких фотоматериалов.
2. Ортохроматические — сенсибилизированы к зелёным и жёлтым лучам с длиной волны до 560 нм (ранние пластинки «Ортохром») или до 590 нанометров. Неактиничным для ортохроматических фотоматериалов является красно-оранжевое лабораторное освещение.
3. Изоортохроматические — устранён провал чувствительности в диапазоне 400—590 нанометров[22].
4. Изохроматические — сенсибилизированы полиметиновыми красителями вплоть до 650 нм (оранжевый)[23]. Отсутствие сенсибилизации в области 650—720 нм (тёмно-красный) почти не отражается на цветотональной передаче, благодаря тому, что для глаза этот диапазон выглядит очень тёмным[8]. Поэтому изохроматические материалы долгое время преобладали в большинстве видов чёрно-белой фотографии в качестве негативных. Лабораторная обработка может проводиться при тёмно-красном освещении через светофильтр № 208[24].
5. Панхроматические — чувствительны ко всему (пан-) диапазону видимого света. Ранние панхроматические материалы имели провал светочувствительности в области зелёных цветов, достигавший примерно 1,5 ступени экспозиции. Лабораторная обработка панхроматических фотоматериалов должна проводиться в полной темноте или при слабом тёмно-зелёном освещении через светофильтр № 170[24].
6. Изопанхроматические — панхроматические с выровненной чувствительностью в зелёной области. Большинство современных чёрно-белых фотоэмульсий для съёмки изготавливаются изопанхроматическими. Обработка допускается только в полной темноте.
7. Инфрахроматические — сенсибилизированы к инфракрасному излучению с длиной волны до 1200 нанометров. В зависимости от максимума чувствительности маркировка таких фотоматериалов может содержать цифру, соответствующую длине волны, например «Инфрахром 800» или «Инфрахром 1000»[25]. Инфрахроматическая эмульсия обладает также естественной чувствительностью к сине-фиолетовой зоне видимого спектра. Обработка инфрахроматических фотоматериалов недопустима вблизи источников актиничного инфракрасного излучения, например нагревательных приборов.
8. Панинфрахроматические — сенсибилизированы к ИК и всему диапазону видимого света.

Цветные фотоматериалы состоят из нескольких фотоэмульсий, сенсибилизированных к разным участкам видимого спектра. Чаще всего верхний слой несенсибилизирован и воспринимает лучи синего цвета. Жёлтый фильтровый слой, расположенный под верхней эмульсией, задерживает синий свет, к которому чувствительны средний ортохроматический и нижний панхроматический слои. Таким образом достигается избирательная чувствительность трёх эмульсионных слоёв к участкам спектра, соответствующим основным цветам. В результате цветоделения различной спектральной сенсибилизацией в разных слоях получаются три частичных изображения.

## Десенсибилизация
Понижение светочувствительности фотоматериала, обычно используемое для предотвращения вуалирования лабораторным освещением в процессе обработки. Для этого проводится обработка в растворе специального вещества — десенсибилизатора. Десенсибилизаторы могут быть химическими, понижающими общую светочувствительность, и десенсибилизаторами-красителями, понижающими дополнительную цветочувствительность, приобретённую при оптической сенсибилизации.

## Гиперсенсибилизация
Обработка светочувствительного материала до экспонирования, изменяющая свойства фотографического слоя в сторону улучшения условия образования скрытого изображения при съёмке. Наиболее широкое распространение получили способы гиперсенсибилизации, заключающиеся в купании фотослоя в растворе азотнокислого серебра и выдерживание в атмосфере водорода.
Особенности гиперсенсибилизации:
- В наибольшей степени при гиперсенсибилизации меняется добавочная светочувствительность, нежели собственная.
- Достигнутый гиперсенсибилизацией эффект, как правило, сохраняется в течение нескольких часов, поэтому обработку совершают непосредственно перед съёмкой или хранят гиперсенсибилизированный материал в прохладном месте между процедурой гиперсенсибилизации и экспонированием.
- Поскольку, в отличие от производства фотографической эмульсии, гиперсенсибилизация может происходить в различных, хуже нормированных условиях, она часто даёт нестабильные, плохо воспроизводимые результаты.

Эти основные свойства ограничивают применение гиперсенсибилизации. Долгое время гиперсенсибилизацию массово применяли для повышения чувствительности инфракрасных плёнок. Однако, по мере развития электронных светочувствительных элементов, были достигнуты лучшие результаты в этой области спектра.